# Adalberto Maria Merli
Adalberto Maria Merli (Roma, 14 gennaio 1938) è un attore, doppiatore e scrittore italiano.

## Biografia
È padre dell'attrice Euridice Axen, avuta dalla relazione con l'attrice svedese Eva Axén, che ha deciso di mantenere il cognome della madre.
La sua carriera fu attiva fin dai primi anni sessanta. Furono frequenti i lavori per la radiofonia Rai, sia nella prosa classica che negli originali radiofonici, e l'attività teatrale assieme a registi come Ettore Giannini e Luchino Visconti. In televisione ha lavorato in vari sceneggiati e fiction, fra cui La freccia nera, Le terre del Sacramento, E le stelle stanno a guardare, Il fascino dell'insolito, La piovra 3, Maria Montessori - Una vita per i bambini, Rebecca, la prima moglie.
Al cinema è stato co-protagonista con Alain Delon in La prima notte di quiete, poi protagonista in La villeggiatura. Ha preso parte come comprimario in numerosi film, tra cui La ragazza con gli stivali rossi, Il poliziotto della brigata criminale, Le Gang e Cento giorni a Palermo di Giuseppe Ferrara dove oltre a dar la voce a Lino Ventura nella parte del generale dalla Chiesa, ha interpretato il ruolo di un mafioso. Ha interpretato il Commissario tecnico della Nazionale Italiana di Calcio Vittorio Pozzo nel film Il colore della vittoria del 1989 diretto da Vittorio De Sisti. 
Come doppiatore è noto per aver prestato la voce ad attori del calibro di Clint Eastwood, in Million Dollar Baby (con il quale ha vinto il Nastro d'argento 2006 per il doppiaggio), Jack Nicholson, in Qualcuno volò sul nido del cuculo, David Carradine in Kill Bill, Malcolm McDowell in Arancia meccanica e The Company, Brian Cox in Troy ed Ed Harris in The Truman Show (che gli ha fruttato il Premio Voci nell'ombra 1999 per la "Miglior Voce Caratterista"), Robert Redford in Leoni per agnelli. Tra gli altri attori doppiati ci sono Michael Caine, Lino Ventura, Willem Dafoe, Sam Shepard, Billy Bob Thornton, Nick Nolte, James Caan, Anthony Hopkins, Sean Connery, Tommy Lee Jones, Gérard Barray, Michael Douglas e Giuliano Gemma. Ha lavorato anche in film d'animazione come Gli Incredibili, Monsters & Co., La nuova macchina di Mike, Le follie dell'imperatore, Cars - Motori ruggenti e Rango.
Nel 2005 è stato nominato Membro della Commissione Consultiva del Ministero per i Beni e le Attività Culturali per i film di interesse culturale. Nel 2011, durante l'ottava edizione del Leggio d'oro, ha ricevuto un riconoscimento alla carriera. Dal 2013 ha ridotto la sua attività di attore e doppiatore per dedicarsi alla scrittura. I suoi libri sono pubblicati con La nave di Teseo.

## Filmografia

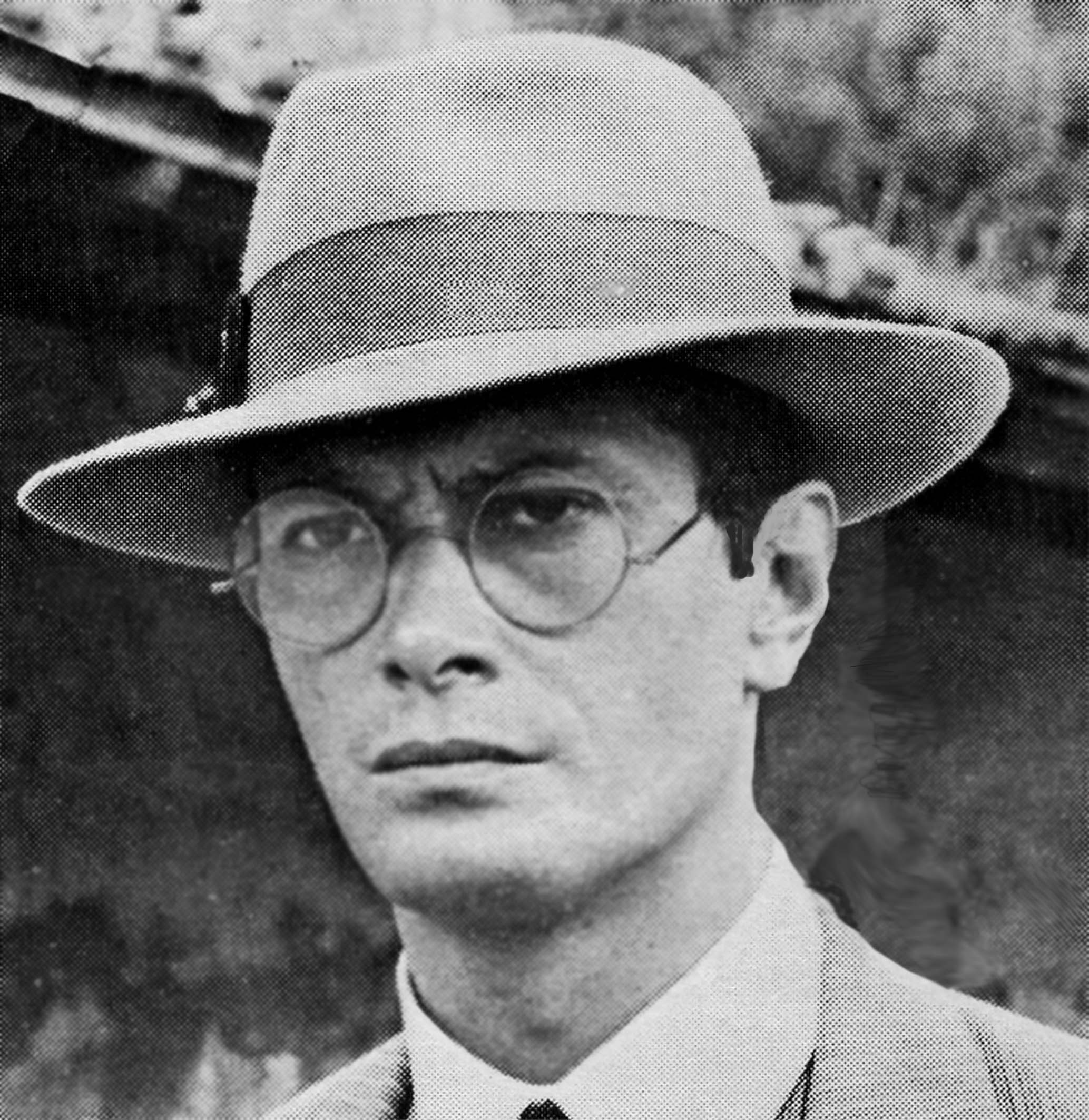
La villeggiatura (1973).

Piedone lo sbirro (1973).

### Cinema
- Totò, Peppino e i fuorilegge, regia di Camillo Mastrocinque (1956)
- Il vero e il falso, regia di Eriprando Visconti (1972)
- La prima notte di quiete, regia di Valerio Zurlini (1972)
- Piedone lo sbirro, regia di Steno (1973)
- La villeggiatura, regia di Marco Leto (1973)
- Processo per direttissima, regia di Lucio De Caro (1974)
- Il poliziotto della brigata criminale, regia di Henri Verneuil (1975)
- La ragazza con gli stivali rossi, regia di Juan Bunuel (1975)
- Faccia di spia, regia di Giuseppe Ferrara (1975)
- Per questa notte, regia di Carlo Di Carlo (1977)
- La gang del parigino, regia di Jacques Deray (1977)
- Sciopèn, regia di Luciano Odorisio (1982)
- Cento giorni a Palermo, regia di Giuseppe Ferrara (1983)
- Speriamo che sia femmina, regia di Mario Monicelli (1985)
- Il colore della vittoria, regia di Vittorio De Sisti (1989)
- L'orchestre rouge, regia di Jacques Rouffio (1989)
- Segreto di Stato, regia di Giuseppe Ferrara (1994)
- Stupor mundi, regia di Pasquale Squitieri (1997)
- La cena, regia di Ettore Scola (1998)
- Cose di sempre, regia di Andrea Saraceni – cortometraggio (1998)
- Il cartaio, regia di Dario Argento (2003)
- I nomi del signor Sulčič, regia di Elisabetta Sgarbi (2018)

### Televisione

Adalberto Maria Merli ne La tecnica e il rito (1972)

- Le donne di buon umore, regia di Giorgio De Lullo (1960)
- I grandi camaleonti, regia di Edmo Fenoglio (1964)
- Antonio e Cleopatra, regia di Vittorio Cottafavi (1965)
- Tutto per bene, regia di Anton Giulio Majano (1967)
- La freccia nera, regia di Anton Giulio Majano (1968)
- Le terre del Sacramento, regia di Silverio Blasi (1970)
- La sostituzione, regia di Franco Brogi Taviani, film TV (1971)
- E le stelle stanno a guardare, regia di Anton Giulio Majano (1971)
- Il giovane Attila, regia di Miklos Jancsò (1971)
- La tecnica e il rito, regia di Miklós Jancsó (1972)
- Canossa, regia Silverio Blasi (1974)
- Hedda Gabler, regia di Maurizio Ponzi (1980)
- Bambole: scene di un delitto perfetto, regia di Alberto Negrin (1980)
- Il fascino dell'insolito, episodio Impostore, regia di Antonio e Andrea Frazzi (1981)
- Panagulis vive, regia di Giuseppe Ferrara (1982)
- Venezia d'inverno, regia di Jacques Doniol-Valcroze – film TV (1982)
- La piovra 3, regia di Luigi Perelli (1987)
- Cinque storie inquietanti, episodio Il treno delle cinque, regia di Carlo Di Carlo (1987)
- L'eterna giovinezza, regia di Vittorio De Sisti – film TV (1988)
- Il colore della vittoria, regia di Vittorio De Sisti – miniserie TV RAI (1990), nella parte di Vittorio Pozzo.
- Duello d'amore, regia di John Hough – film TV (1991)
- Gioco perverso, regia di Italo Moscati – film TV (1993)
- Crimine contro crimine, regia di Aldo Florio – film TV (1998)
- Donne di mafia, regia di Giuseppe Ferrara (2001)
- Piccolo mondo antico, regia di Cinzia TH Torrini (2001)
- La guerra è finita, regia di Lodovico Gasparini (2002)
- Maria Montessori - Una vita per i bambini, regia di Gianluca Maria Tavarelli (2007)
- Rebecca, la prima moglie, regia di Riccardo Milani (2008)
- Il ritmo della vita, regia di Rossella Izzo – film TV (2010)
- I segreti di Borgo Larici, regia di Alessandro Capone (2013)

## Teatro
- Le morbinose, regia di Giorgio De Lullo
- Romeo e Giulietta, regia di Franco Zeffirelli
- Il giardino dei ciliegi, regia di Luchino Visconti
- Il mercante di Venezia, regia di Ettore Giannini
- Egmont, regia di Luchino Visconti
- Metti, una sera a cena, regia di Giorgio De Lullo

## Programmi radiofonici Rai
- La pietra della luna, regia di Dante Raiteri (1963)
- Il Nababbo, romanzo di Alphonse Daudet, regia di Umberto Benedetto trasmesso febbraio 1963
- Il messaggio, regia di Umberto Benedetto (1963)
- Caccia alle anitre, commedia di Giuseppe Feroni, regia di Umberto Benedetto, trasmessa il 12 luglio 1963
- Uomo vivo, romanzo a puntate di Gilbert Keith Chesterton, regia di Umberto Benedetto, trasmesso dicembre 1963 gennaio 1964
- Il ministero, commedia di Raul Lunardi, regia di Enrico Colosimo, trasmessa il 21 dicembre 1963
- Misericordia, di Benito Pérez Galdós, regia di Dante Raiteri, a puntate gennaio febbraio 1964
- Romeo e Giulietta, di William Shakespeare, adattamento di Salvatore Quasimodo, regia di Giorgio De Lullo, trasmessa il 19 marzo 1964
- Morte di un bengalino, regia di Umberto Benedetto (1965)
- Il mercante di fiori, regia di Diego Cugia (1966)
- Margherita Pusterla, regia di Carlo Di Stefano (1967)
- Il giuoco delle parti, regia di Giorgio De Lullo (1968)
- Erano tutti miei figli, regia di Umberto Benedetto (1981)
- Il mercante di fiori, regia di Diego Cugia (1997)

## Doppiaggio

### Cinema
- Malcolm McDowell in Arancia meccanica, O Lucky Man!, Gwyn - Principessa dei ladri, Gangster nº 1, The Company
- Michael Caine in Carter, Il caso Drabble, La mano, The Quiet American
- Ed Harris in The Truman Show, A History of Violence, The Way Back
- Sean Connery in Zardoz, La leggenda degli uomini straordinari
- Jonathan Pryce in Stigmate, Ronin
- Marcel Iureș in The Peacemaker, Sotto corte marziale
- David Carradine in Kill Bill: Volume 1, Kill Bill: Volume 2
- George Eastman in Bastardo, vamos a matar, Quel maledetto giorno della resa dei conti
- Peter Lee Lawrence in Su le mani, cadavere! Sei in arresto, La mano lunga del padrino
- Glenn Saxson in Vayas con dios, Gringo, Django spara per primo
- George Martin in Il ritorno di Ringo, Kiss Kiss... Bang Bang
- Jack Nicholson in Qualcuno volò sul nido del cuculo
- James Caan in Dogville
- Clint Eastwood in Million Dollar Baby
- Robert Redford in Leoni per agnelli
- Michael Douglas in Un alibi perfetto
- Willem Dafoe in Vivere e morire a Los Angeles
- Billy Bob Thornton in L'uomo che non c'era
- Raúl Juliá in Il mattino dopo
- Lino Ventura in Cento giorni a Palermo
- Helmut Griem in Ludwig
- Chris Ellis in Die Hard - Vivere o morire
- Brian Cox in Troy
- Tommy Lee Jones in Il giorno della luna nera
- Elliott Gould in L'impossibilità di essere normale
- Neil Connery in OK Connery
- Richard Harris in La rossa ombra di Riata
- Jon Cypher in Io sono Valdez
- Andrew Robinson in Chi ucciderà Charley Varrick?
- Klaus Kinski in A qualsiasi prezzo
- John Saxon in La legge violenta della squadra anticrimine
- George Hilton in Ah sì?... E io lo dico a Zzzorro!
- Mark Damon in Johnny Oro
- Frank Cox in Le avventure di Alice nel Paese delle Meraviglie
- Cliff Robertson in Non è più tempo d'eroi
- Tony Curtis in Al soldo di tutte le bandiere
- Michael Heltau in Mino - Il piccolo alpino
- Fabio Testi in Il giardino dei Finzi Contini
- Giacomo Rossi Stuart in Il pianeta errante
- Fernando Torto in Una bara per lo sceriffo
- Gianni Garko in ...Se incontri Sartana prega per la tua morte
- Renato Terra in La guerra segreta
- Gérard Barray in Surcouf, l'eroe dei sette mari
- John Cleese in Le incredibili avventure del signor Grand col complesso del miliardo e il pallino della truffa
- Jean-Louis Trintignant in Happy End

### Televisione
- David Soul in Il segreto del Sahara

### Animazione
- Sulley in Monsters & Co., La nuova macchina di Mike
- Pacha in Le follie dell'imperatore
- Bob Parr/Mr. Incredibile in Gli Incredibili - Una "normale" famiglia di supereroi
- Camion Sulley in Cars - Motori ruggenti
- Lo spirito del West in Rango

### Videogiochi
- Bob Parr/Mr.Incredibile in Gli Incredibili: L'Ascesa del Minatore[3], Gli Incredibili - Una normale famiglia di supereroi[4] e Gli Incredibili - Quando il pericolo chiama[5]

## Libri
- Mangereta, Milano, La nave di Teseo, 2018, ISBN 978-88-934-4408-8.
- Scherzi, risate e qualcosa di serio, Milano, La nave di Teseo, 2019, ISBN 978-88-939-5054-1.
- Partigianìn, Milano, La nave di Teseo, 2022, ISBN 978-88-939-5128-9.

## Riconoscimenti
- Nastro d'argento
  - 1999 – Migliore attore non protagonista per La cena

- Premio Voci dell'Ombra
  - 1999 – Miglior voce caratterista per The Truman Show

- Leggio d'oro
  - 2011 – Leggio d'oro alla carriera